# Ga Saphan Khwai BTS
Ga Saphan Khwai (tiếng Thái: สถานีสะพานควาย) là một ga BTS trên cao, trên tuyến  Tuyến Sukhumvit  ở Phaya Thai (quận), Bangkok, Thái Lan. Nhà ga nằm ở Đường Phahon Yothin gần giao lộ Saphan Khwai, khu vực thương mại với nhiều cửa hàng, chợ và chung cư, ở phía trước chợ Saphan Khwai và Bệnh viện tưởng niệm Paolo. Big C Supercenter (chi nhánh Saphan Khwai) và Bảo tàng tem Thái (bảo tàng tem) tại bưu điện Sam Sen Nai nằm ở phía Nam nhà ga.